# Valera (distrito)

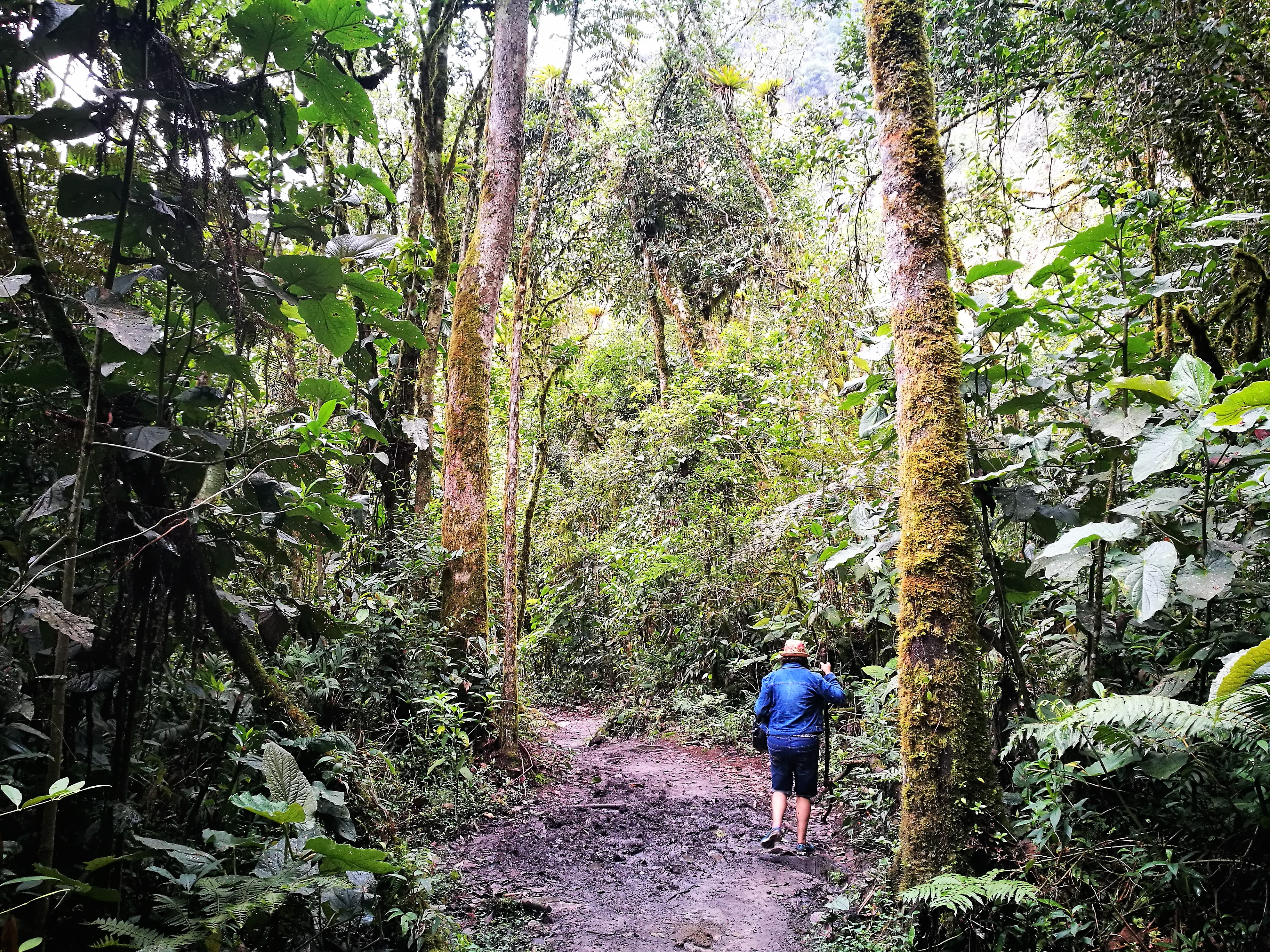
Trilha que leva a cachoeira de Gocta.

Valera é um distrito peruano localizado na Província de Bongará, departamento Amazonas. Sua capital é a cidade de Valera (Peru).

## Transporte
O distrito de Valera é servido pela seguinte rodovia:
- PE-8C, que liga a cidade de Jazan ao distrito de Soritor (Região de San Martín [2][3][4]